# Дивовижний чарівник країни Оз
«Дивовижний чарівник Країни Оз» (англ. The Wonderful Wizard of Oz) — перший із чотирнадцяти дитячих казково-фентезійних романів американського письменника Лімана-Френка Баума (1856—1919), ілюстрована Вільямом Денслоу. Вперше опублікована компанією Джорджа М. Гілла в Чикаго 17 Травня 1900 року, надалі перевидавалася безліч разів, найчастіше під назвою «Чарівник країни Оз». Цю саму назву мав як популярний Бродвейський мюзикл 1902 року, так і оскароносна екранізація 1939.
Повість оповідає про пригоди дівчинки Дороті та її песика Тото. Опинившись через ураган у казковій Країні Оз, вони прямують до Чарівника Країни Оз аби повернутись додому. Дорогою їм зустрічаються незвичайні друзі, що допомагають здолати перешкоди.

## Сюжет

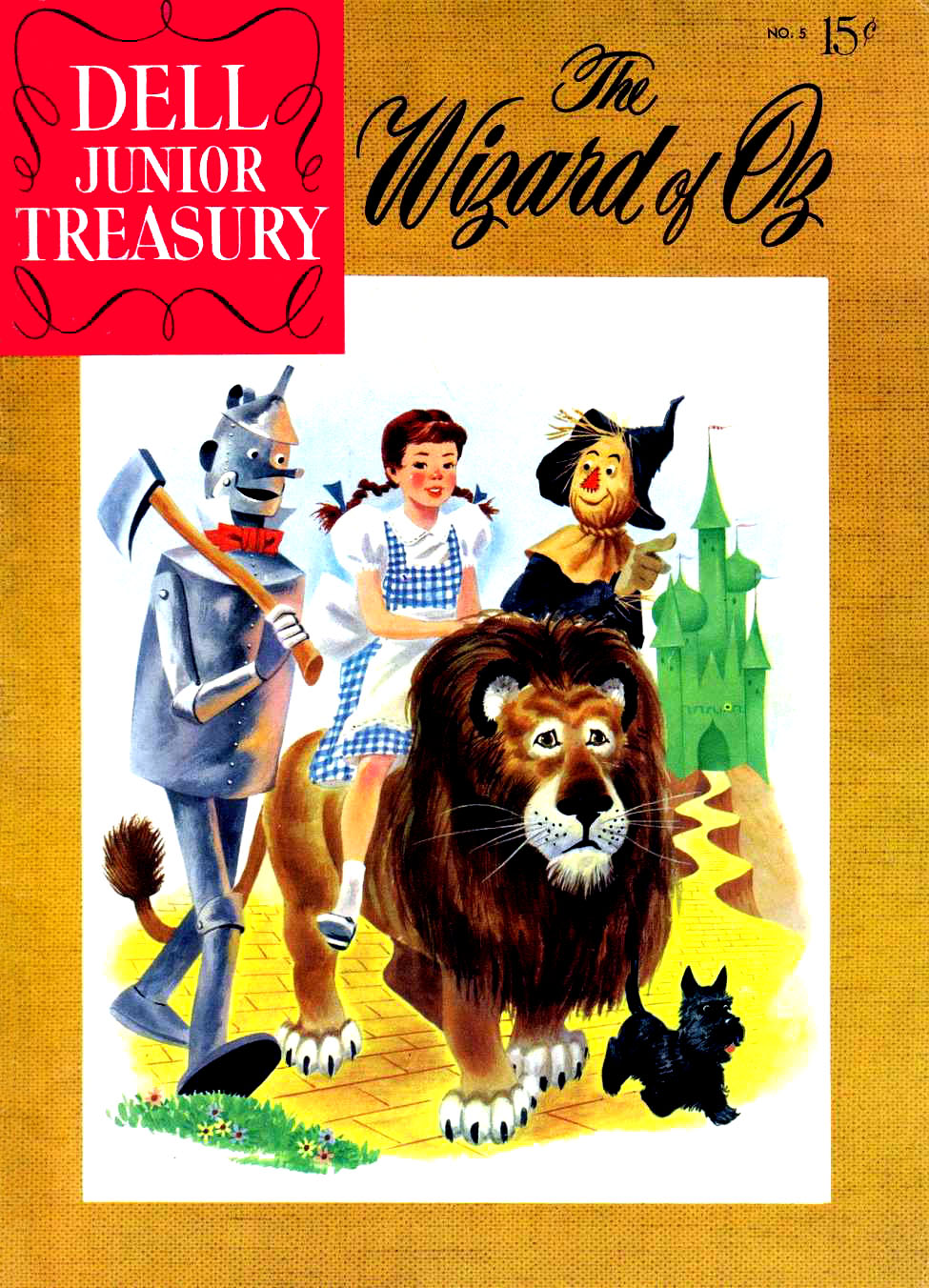
Обкладинка англомовного видання 1956 р.

Дівчинка-сирота Дороті живе в Канзасі з дядьком Генрі, тіткою Ем і песиком Тото. Одного дня, коли Дороті лишається сама в будинку з Тото, стається ураган, що переносить будинок в казкову країну. Впавши, будинок розчавлює правительку народу жувачів — Лиху Відьму Сходу. Дороті виходять вітати жувачі та добра Чарівниця Півночі. На питання як повернутись додому, Чарівниця Півночі дарує Дороті срібні черевички убитої відьми, і радить вирушити в Смарагдове Місто, яким править чарівник Оз.
Дороті вирушає по дорозі з жовтої цегли і дорогою знімає зі стовпа балакуче опудало Страшило, що хоче знайти чарівника Оз та отримати від нього розум. Далі їм трапляється заіржавілий Бляшаний Лісоруб, якого Дороті змащує олією, повернувши здатність рухатись. Бляшаний Лісоруб приєднується до неї, щоб отримати від чарівника серце. Наступним їм зустрічається Лякливий Лев, який шукає сміливості. Дороті ледве не засинає вічним сном на полі чарівних маків, друзі вчасно переносять її на дорогу, але Лев засинає. Лісоруб рятує польових мишей від кота, за що ті майструють віз, на якому везуть Лева, поки той не отямлюється.
Коли друзі приходять до Смарагдового Міста, вартовий наказує їм одягнути зелені окуляри, щоб сяйво смарагдів не засліпило очі. Дороті і її друзі по черзі заходять до чарівника Оз, і перед кожним той постає в іншому образі. Для Дороті він виглядає балакучою головою, для Страшила — красивою жінкою, для Лісоруба — чудовиськом, для Лева — вогненною кулею. Він обіцяє виконати всі прохання за умови, що вони вб'ють Лиху Відьму Заходу, котра поневолила країну мигунів.
Дізнавшись про гостей Смарагдового Міста, Лиха Відьма Заходу послідовно посилає сорок вовків, сорок ворон, рій чорних бджіл і солдатів вінкі. Лісоруб знищує вовків, Страшило відлякує ворон, бджоли гинуть, намагаючись вжалити Лісоруба, в той час друзі ховаються в соломі Страшила. Солдати ж тікають, коли чують рик Лева.
Тоді Відьма посилає Летючих Мавп і наказує принести їй Лева, а решту вбити. Мавпи скидають Лісоруба на гострі камені, зі Страшила виймають всю солому, а його одяг і капелюх закидають на гілку дерева, після чого зв'язують Лева та схоплюють Дороті. Мавпи не можуть заподіяти їй шкоди, тому що дівчинку перед подорожжю поцілувала в лоб Добра Чарівниця Півночі. Відьма, однак, хитрощами забирає один з її срібних черевичків. Тоді Дороті обливає Відьму водою, що виявляється для лиходійки смертельним. Забравши черевичок і Золотий Капелюх, дівчинка звільняє Лева, а вінкі лагодять Бляшаного Лісоруба та запихають в опудало свіжу солому. Замість Відьми вінкі обирають своїм королем Лісоруба.
Одягнувши Золотий Капелюх, Дороті викликає Летючих Мавп, які повертають її з друзями в Смарагдове Місто. Оз довго відмовляється прийняти мандрівників, але вони настійливо вимагають виконання обіцянок. Чарівник Оз зізнається, що він насправді не вміє чаклувати, а тільки досі показував фокуси. Адже він — циркач з Омахи, що потрапив у країну Оз на повітряній кулі. Місто ж виглядає смарагдовим тільки тому, що всі жителі бачать його крізь зелені окуляри. Проте, він вирішує виконати бажання друзів Дороті так, як може: Страшилу він дає «гострий» розум з голок і шпильок, Леву — шипучий напій, скуштувавши якого Лев відчуває себе сміливим, а Бляшаний Лісоруб отримує серце з шовку, що стукає, б'ючись об метал, коли Лісоруб ходить.
Чарівник і Дороті будують повітряну кулю з зеленого шовку, щоб разом повернутися додому. Замість себе Оз призначає правителем Страшила. Під час відльоту Тото женеться за кішкою, Дороті змушена його ловити, і в цей момент мотузки рвуться, тож Оз відлітає сам. Дороті знову викликає Летючих Мавп, але вони не можуть перелетіти через пустелю, яка оточує країну Оз. Вартовий радить дівчинці звернутися за допомогою до Доброї Чарівниці Півдня.
Тож Дороті з друзями вирушає на її пошуки. Дорогою вони перемагають Войовничих Дерев, обережно пробираються через Країну Ламкої порцеляни, населену крихкими порцеляновими чоловічками, і потрапляють до лісу, де Лев убиває величезного павука, що тероризує тамтешніх тварин. Вдячні тварини обирають Лева царем звірів. Нарешті, за допомогою Летючих Мавп, мандрівники пролітають над країною войовничих ковтачів.
Глінда зустрічає мандрівників і повідомляє Дороті, що вона могла повернутися в Канзас в будь-який момент. Насправді вона весь час мала все необхідне: досить лиш тричі постукати срібні черевички один об один, і вони перенесуть свою господиню куди завгодно. Викликавши Летючих Мавп, Глінда наказує їм перенести Лева, Бляшаного Лісоруба і Страшило в їхні королівства і після цього повертає Золотий Капелюх мавпам. Дороті прощається з друзями та повертається до дядька й тітки, але губить черевички. Її зустрічає тітка Ем, якій Дороті каже, що рада поверненню.

## Розділи
1. СМЕРЧ
2. ЗУСТРІЧ ІЗ ЖУВАЙЛИКАМИ
3. ЯК ДОРОТІ ВРЯТУВАЛА СТРАХОПУДА
4. У ЛІСІ
5. БЛЯШАНИЙ ЛІСОРУБ
6. ЛЯКЛИВИЙ ЛЕВ
7. ПОДОРОЖ ДО ВЕЛИКОГО ОЗА
8. ОТРУЙНІ МАКИ
9. КОРОЛЕВА ПОЛЬОВИХ МИШЕЙ
10. ВАРТОВИЙ МІСЬКОЇ БРАМИ
11. ЧУДЕСНЕ СМАРАГДОВЕ МІСТО ОЗА
12. ПОШУКИ ЛИХОЇ ВІДЬМИ
13. РЯТУНОК
14. КРИЛАТІ МАВПИ
15. ГРІЗНИЙ ОЗ ПОСТАЄ У ВСІЙ СВОЇЙ ВЕЛИЧІ
16. ЧАРИ ВЕЛИКОГО ДУРИСВІТА
17. ЯК ЗАПУСТИЛИ ПОВІТРЯНУ КУЛЮ
18. НА ПІВДЕНЬ!
19. БІЙ З ВОЙОВНИЧИМИ ДЕРЕВАМИ
20. ПОРЦЕЛЯНОВА КРАЇНА
21. ЛЕВ СТАЄ ЦАРЕМ ЗВІРІВ
22. КРАЙ КОВТАЙЛИКІВ
23. ҐЛІНДА ВИКОНУЄ БАЖАННЯ ДОРОТІ
24. ЗНОВУ ВДОМА

## Видання українською
- Мудрець країни Оз / Л. Ф. Баум; пер. з англ. Л. Солонька; Іл. Д. Р. Найл. — К. : Дитвидав УРСР, 1959. — 211 с.

Насправді це видання є перекладом не першої, а тринадцятої книги Баумівської Озіани («Чари країни Оз»). Помилкова назва, можливо, була маркетинговим ходом, оскільки в цьому ж році перевидавався «Чарівник Смарагдового міста» О. М. Волкова.
- Чарівник країни Оз : повість-казка для мол. шк. віку / Л. Ф. Баум; Пер. з англ. М. Пінчевський. — К. : Веселка, 1977. — 144 c.
- Чарівник Країни Оз: Баум Л. Ф. Повість-казка: Для мол. шк. віку / Пер. з англ. М. М. Пінчевського; Мал. амер. худ. Біро.— 2-ге вид.— К.: Веселка, 1992.— 167 с.: іл. — ISBN 5-301-01347-5
- Чарівник Країни Оз : повість-казка: [Для мол. та серед. шк. віку] / Ліман Френк Баум; Пер. з англ.: М. Пінчевський, [Іл.: В. Дунаєва]. — К. : Школа, 2003. — 169, [3] с. : іл. — (Золота бібліотека видавництва «Школа»). — ISBN966-661-204-6.
- Чарівник країни Оз / Баум Л. Ф. ; пер. з англ. М. Шаврина, С. Суліма. — Х. : Книжковий Клуб «Клуб Сімейного Дозвілля», 2007. — 160 с.: іл. — (Моя улюблена класика). — ISBN978-966-343-601-2.
- Дивовижний чарівник країни Оз : [для мол. шк. віку] / Ліман Френк ; [іл. Олени Левської ; пер. з англ. Анатолія Сагана]. — Л. : Вид-во Старого Лева, 2006. — 255 с. : іл. — (Чарівна Країна Оз). — ISBN 966-2909-07-9 (перевидання 2011)
- Чарівник Країни Оз : [повість] / Лаймен Френк ; худож. Олена Чичик ; [переказ з англ. В. Левицької] . — К. : Країна Мрій, 2011. — 397 с. : іл. — (Всеволод Нестайко радить прочитати), (Улюблені книжки). — ISBN978-617-538-014-7.
- Чарівник Країни Оз: казкова повість / Баум, Ліман Френк ; пер. з англ. М. Пінчевського ; іл. Р. Інгпена. — К. : Махаон-Україна, 2012. — 191 с. : ілюстр.

## Екранізації
- «Чарівник країни Оз» (1939) — фільм-мюзикл
- «Віз» (англ. The Wiz, 1978) — фільм-мюзикл
- «Чарівник країни Оз» (1982) — мультфільм
- «Пригоди в Смарагдовому місті» (рос. Приключения в Изумрудном городе, 1999—2000) — мультфільм
- «Маппет-шоу. Чарівник з країни Оз»(2005) — вільна лялькова адаптація
- «Бляшаний Лісоруб» (англ. Tin Man, 2007) — вільна трисерійна адаптація
- «Дороті та відьми з країни Оз» (англ. Dorothy and the Witches of Oz, 2011) — міні-серіал, вільна адаптація
- «Оз: Великий та Могутній» (2013) — приквел фільму 1939 року.

## Наслідування та імітації
Радянський російський письменник Олесандр Волков у 1939—1976 роках видав цикл повістей під назвою «Чарівник Смарагдового міста», в перших з яких використав сюжет дитячих романів Лімана-Френка Баума про країну Оз.